# Pontsticill
Pontsticill est un village du borough de comté de Merthyr Tydfil et de la communauté de Vaynor, au sud du Pays de Galles.

## Géographie
Situé dans la vallée du Taf Fechan, à la limite sud du parc national des Bannau Brycheiniog, le village fait partie de la communauté de Vaynor. 
Jusqu'en 1974, Pontsticill  faisait partie du comté historique de Brecknockshire.

## Histoire

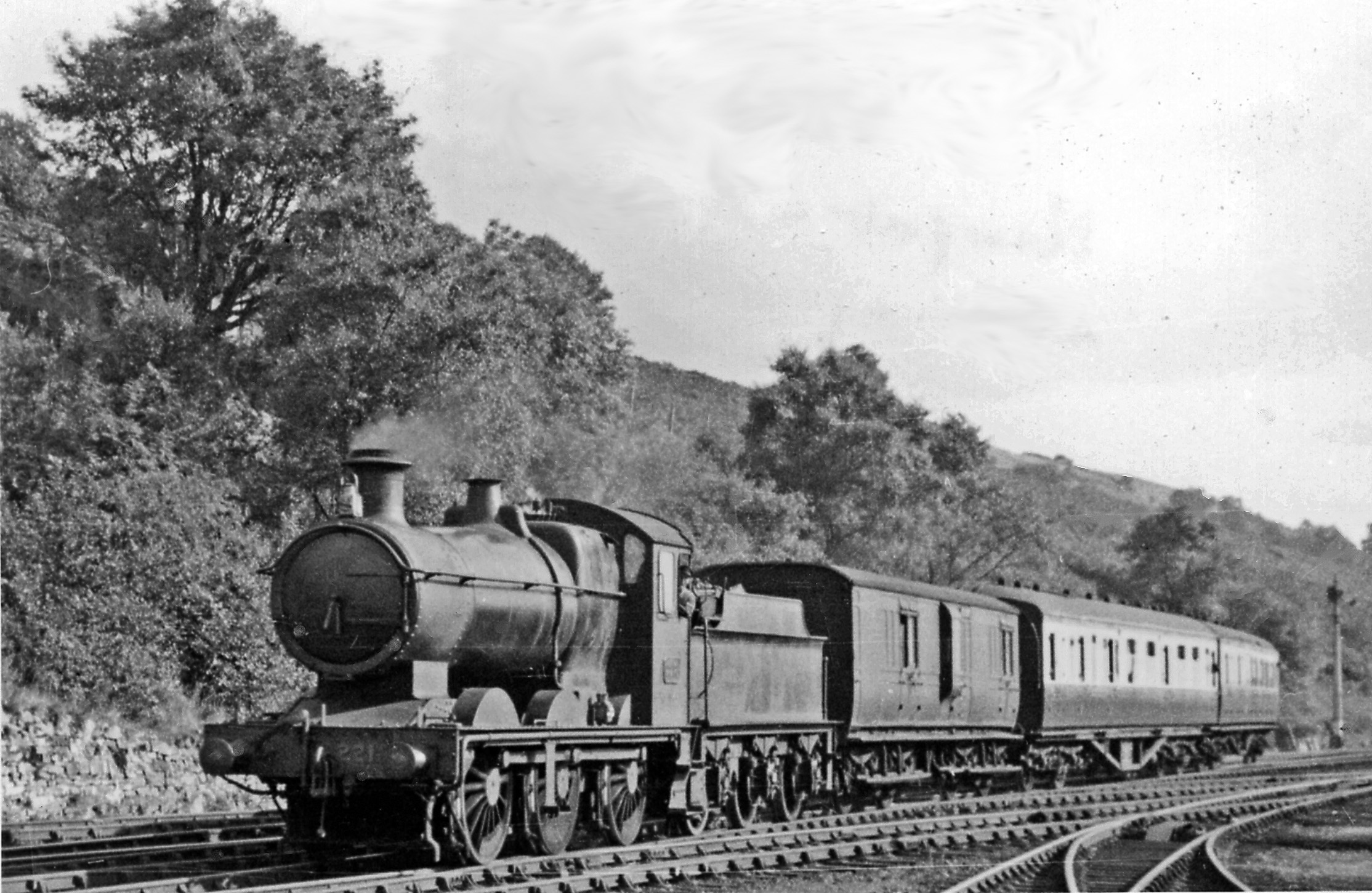
Un train de la ligne Newport-Brecon entrant dans l'ancienne gare de Pontsticill en 1949.

Pontsticill est étroitement associé à un chemin de fer touristique, la Brecon Mountain Railway (en), qui longe l'ancienne ligne entre Brecon et Merthyr Tydfil. 
Au nord du village se trouve le réservoir de Pontsticill (anciennement réservoir de Taff Fechan), inauguré en 1927 pour alimenter en eau une grande partie des vallées du sud du Pays de Galles. D'une surface de 102 hectares, il peut contenir 15 400 mégalitres. Le site est par ailleurs apprécié des plaisanciers, des pêcheurs et des pique-niqueurs.

## Toponymie
Le village tire son nom des mots gallois pont et sticill, qui signifient « pont près d'un échalier ».

## Jumelage
- Livré-sur-Changeon (France) depuis le 15 mars 2023[2],[3].